# Transcendentalna magija
Transcendentalna magija (fr. Dogme et Rituel de la Haute Magie) je knjiga francuskog okultista Eliphasa Levija izdana 1856. godine. Knjiga predstavlja Levijevo kapitalno djelo, koje je uz Magus Francisa Barretta s početka 19. stoljeća, postavilo temelj suvremenom ezoteričnom preporodu.
Knjigu je američki okultist Arthur E. Waite reizdao na engleskom jeziku 1910. godine pod naslovom Transcendental Magic, its Doctrine and Ritual, uz komentare i dodatak Lévijeve biografije.

## Sadržaj
Knjiga se sastoji iz dva dijela; Doktrine i Rituala. Svaki dio sastoji se od dvadeset i dva poglavlja s tim da točno određeno poglavlje iz prve knjige odgovara istobrojnom poglavlju iz druge knjige.
Broj poglavlja oba dijela knjige (22) nije proizvoljan, već označava povezanost između tarot karata i kabale, što je bio Lévijev pokušaj stvaranja novog ezoteričnog sustava razmišljanja. Prvi je povezao dvadeset i dvije karte Velike Arkane s dvadeset i dva slova hebrejskog alfabeta te na osnovu toga razdijelio Doktrinu i Ritual na po dvadeset i dva poglavlja.
Na kraju knjige pridodan je okultni tekst Nuktemeron čije je autorstvo pripisano Apoloniju iz Tijane.